# Ce que femme veut (film, 1942)
Pour les articles homonymes, voir Ce que femme veut.
Ce que femme veut (titre original : Orchestra Wives) est un film musical américain réalisé par Archie Mayo avec l'orchestre de Glenn Miller, sorti en 1942.

## Synopsis
Connie, une jeune admiratrice du trompettiste de Bill Abott, le trompettiste de l'orchestre de Gene Morrisson profite du passage de la formation dans sa ville pour aller l’applaudir. Bill la remarque et l'invite à son prochain concert, elle y va, le couple décide alors de ne plus se séparer et ils vont se marier dans l'État voisin. Connie fera ensuite l'amère expérience de la vie de femme de musicien. Victime d'une machination de la part de l'ex-petite amie de Bill, elle décide de se venger, mais le résultat est catastrophique et aboutit à des démissions en série dans l'orchestre et à sa dissolution. Mais finalement tout s'arrangera.

## Fiche technique
- Titre original : Orchestra Wives
- Réalisation : Archie Mayo
- Scénario : Karl Tunberg et Darrell Ware d'après une histoire originale de James Prindle
- Producteur : William LeBaron
- Photographie : Lucien Ballard
- Pays de production :  États-Unis
- Date de sortie:
  - États-Unis :4 septembre 1942

## Distribution
- George Montgomery : Bill Abbot
- Ann Rutherford : Connie Ward
- Glenn Miller : Gene Morrison
- Lynn Bari : Jaynie Stevens
- Carole Landis : Natalie Mercer
- Cesar Romero: St. John 'Sinjin' Smith, le pianiste
- Virginia Gilmore : Elsie
- Mary Beth Hughes : Caroline Steele
- Fayard Nicholas : Danseur / chanteur (as The Nicholas Brothers)
- Harold Nicholas : Danseur / chanteur (as The Nicholas Brothers)
- Tamara Geva : Mme Beck, la femme du contrebassiste
- Frank Orth : Rex Willet

Acteurs non crédités
- Grant Mitchell : Dr Ward, le père de Connie
- Harry Morgan : Cully Anderson
- Jackie Gleason : Ben Beck, le contrebassiste
- Tex Beneke : Phil Mercer, saxophoniste et chanteur de l'orchestre
- The Modernaires : Eux-mêmes, groupe vocal
- Marion Hutton : Elle-même, chanteuse des Modernaires
- Ray Eberle : Lui-même, chanteur des Modernaires
- Bill Conway : Lui-même, chanteur des Modernaires
- Harold Dickinson : Lui-même, chanteur des Modernaires
- Chuck Goldstein : Lui-même, chanteur des Modernaires
- Ralph Brewster : Lui-même, chanteur des Modernaires
- Dale Evans : Hazel, une amie de Connie
- Trudy Marshall : Irene, une amie de Connie
- Dick Hogan : Un ami de Connie
- Tom Dugan : Le chauffeur du bus
- Alec Craig : Henry Fink
- Kay Linaker : Margie
- Bullets Durgom : Bullets
- Iris Adrian : Blonde à la gare routière
- William Newell : L'employé de l'hotel
- Arthur Loft : Le directeur de la séance d'enregistrement
- Ralph Brooks : L'assistant à la séance d'enregistrement
- Maurice "Moe" Purtill : Buddy Steele, le batteur
- Dick Winslow : Un batteur à l'audition
- Nick Cockrane : Un trompettiste à l'audition
- Al Klink : Saxophoniste
- Wilbur Schwartz : Saxophoniste
- Ernie Caceres : Saxophoniste
- Skippy Martín : Saxophoniste
- Paul Tanner : Tromboniste
- Jimmy Priddy : Tromboniste
- Frank D'Annolfo : Tromboniste
- Billy May : Trompettiste
- Johnny Best : Trompettiste
- Dale McMickle : Trompettiste
- Bobby Hackett : Guitariste
- Jack Lathrop : Guitariste
- Robert Emmett Keane : Le maître d'hôtel au Glen Island Casino
- Lillian Porter : Mousie, la vendeuse de cigarettes au Glen Island Casino
- Bill Cartledge : Un groom
- Dick Rush : Un contrôleur
- Olin Howland : Le contrôleur des billets au concert
- Alexander Pollard : Etienne, un serveur au Glen Island Casino

## Production
- Une première version du scénario a été rejetée en raison des règles édictées par le Code Hays, les allusions à des actes adultérins y étant trop explicites.